# Aeroporto Internazionale di São Luís
L'aeroporto Internazionale Marechal Cunha Machado (in portoghese Aeroporto Internacional Marechal Cunha Machado) è uno scalo aereo brasiliano che serve la città di São Luís, la capitale dello stato del Maranhão.

## Storia
Costruito dall'aeronautica militare brasiliana come campo d'aviazione negli anni '40, nel 1974 fu convertito ad uso civile. Il 17 ottobre 1985 fu intitolato al maresciallo Hugo da Cunha Machado.
Nel giugno 1998 fu aperto il nuovo terminal passeggeri.

### Incidenti
- 1 giugno 1973: un SE-210 Caravelle VI N della Cruzeiro do Sul con registrazione PP-PDX operante il volo 109 da Belém-Val de Cans a São Luís si schiantò durante l'avvicinamento a São Luís. Il motore n. 1 ha perso potenza e l'aereo ha raggiunto un assetto estremo con il muso in su. Si è bloccato e si è schiantato a 760 metri a destra della pista. Tutti i 23 passeggeri e l'equipaggio sono morti[1].
- 3 febbraio 1984: un Airbus A300B4-203 della Cruzeiro do Sul operante il volo 302 da São Luís a Belém-Val de Cans con 176 passeggeri ed equipaggio a bordo è stato dirottato da 3 persone che hanno chiesto di essere portate a Cuba. Il volo ha raggiunto Camagüey in meno di un giorno. Non si sono registrate vittime.